# Відчиніть, поліція!
«Відчиніть, поліція!» (також «Мій новий напарник» або «Продажні», оригінальна назва фр. Les Ripoux) — французька кінокомедія режисера Клода Зіді 1984 року. В 1985 році фільм отримав три премії «Сезар» у категоріях за найкращий фільм та за найкращу режисерську роботу (Клод Зіді) та за найкращий монтаж (Ніколь Соньє).
Ripou [Архівовано 19 травня 2015 у Wayback Machine.] — це верланське слово на основі субстантивованого  дієприкметника pourri [Архівовано 16 травня 2015 у Wayback Machine.] (дослівно: той, що «протухнув», у переносному значенні: «корумпований»). У фільмі Рене навчає Франсуа у тому числі і верлану.

## Сюжет
Париж, середина 1980-х років. Досвідченому поліцейському Рене Буарону (Філіпп Нуаре) дають в напарники новачка-провінціала Франсуа Лебюша Тьєррі Лермітт.
З першого дня Рене починає навчати новачка-ідеаліста хитрощам поліцейського шахрайства. Інспектор не бере хабарів, але в районі, який він патрулює, йому усі винні. Тому він може обідати безкоштовно в ресторані і, купуючи товар у вуличного торговця, отримувати решту з 1000 франків, заплативши 100. При цьому у Буарона порядок на вулицях і розумний баланс злочинів і покарань, високий відсоток розкриваності і певна пошана. Єдиною, але дуже сильною пристрастю Рене є кінні перегони, на яких він часто виграє за 10 хвилин місячну платню комісара поліції.
Франсуа не відразу розуміє і приймає стиль роботи Рене. Щоб до нього швидше дійшло, Рене удається до шантажу. Незабаром новачок перевершує учителя, і Рене доводиться стримувати його запал.
Втім, незважаючи на ці дрібні зловживання, Рене Буарон — професіонал своєї справи. Протягом досить довго часу інспектор стежить за наркоторговцем, проте для проведення майбутньої операції із захоплення запрошені «фахівці» з Маямі. Їх глузливе ставлення до немолодого, повного Рене і чепуристого Франсуа дуже б'є по самолюбству старого поліцейського і він вирішує не ділитися з американцями важливою інформацією, отриманою ними нещодавно, — в будівлі, де повинна проводитися угода між торговцями наркотиками, існує ще один вихід. Очевидно, що у разі небезпеки наркобарон скористається ним. Франсуа вирішує перехопити злочинців і забрати усі їхні гроші. Він пропонує Рене співучасть у розробленій ним «операції».
Буарон розуміє, що так він може одразу забезпечити себе на старість, але ризик дуже великий. У результаті їхній план спрацьовує, але не цілком. Залишки банди на чолі з наркобароном переслідують «Рено» інспектора, на якій намагаються сховатися Франсуа і Рене, злочинці відкривають вогонь. Зрозуміло, гонитва за поліцейською машиною негайно помічена і поліція кидає на допомогу декілька патрульних автомобілів. Це не в інтересах Франсуа і Рене — у них в машині вкрадені гроші, і учень пропонує метрові відсидіти рік-два у в'язниці, обіцяючи йому віддати його частину після виходу на свободу. Оскільки вибору у старого інспектора немає, він вимушений погодитися і Франсуа, переконавшись, що переслідувачі дещо відстали, вистрибує з машини на ходу разом з вкраденими грошима. Рене приводить злочинців до свого будинку, і, заманивши всередину, висаджує в повітря балон з газом. Суд упевнений, що разом із загиблими злочинцями згоріли і гроші. Інспекторові Буарону доведеться відсидіти у в'язниці два роки.
Час, проведений у в'язниці, пройшов для Рене не так вже й погано. Проте його не покидає думка про те, що Франсуа безслідно зник разом з грішми. Спустошений і постарілий, він виходить на свободу через два роки, і ледве встигнувши пройти кілька кроків, чує ззаду цокіт копит і Франсуа, який віддає йому скакуна, що належить віднині Рене, і повідомляє, що купив для нього маленьке кафе, як і мріяв Рене Буарон.

## В ролях
| Актор(ка)        |   | Роль             |
| ---------------- | - | ---------------- |
| Філіпп Нуаре     | … | Рене Буарон      |
| Тьєррі Лермітт   | … | Франсуа Лебюш    |
| Режин            | … | Сімона           |
| Грас де Капітані | … | Наташа           |
| Жульєн Гійомар   | … | комісар Блоре    |
| Клод Броссе      | … | Відаль           |
| Альбер Сімоно    | … | інспектор Леблан |
| Анрі Атталь      | … | Деде Мітраль     |

## Знімальна група
- Режисер: Клод Зіді
- Оператор: Жан-Жак Тарб
- Сценарій: Клод Зіді, Дідьє Камінка
- Монтажер: Ніколь Соньє
- Композитор: Френсіс Лей
- Художник: Франсуаз Де Ле

## Прем'єри та релізи
У Франції фільм вийшов у прокат 19 вересня 1984 року. В СРСР фільм було дубльовано московською кіностудією імені М. Горького та випущено у прокат у 1986 році.

## Визнання
| Нагороди та номінації фільму «Відчиніть, поліція!» | Нагороди та номінації фільму «Відчиніть, поліція!» | Нагороди та номінації фільму «Відчиніть, поліція!» | Нагороди та номінації фільму «Відчиніть, поліція!» | Нагороди та номінації фільму «Відчиніть, поліція!» | Нагороди та номінації фільму «Відчиніть, поліція!» |
| Рік                                                | Нагорода                                           | Категорія                                          | Номінант                                           | Результат                                          |                                                    |
| -------------------------------------------------- | -------------------------------------------------- | -------------------------------------------------- | -------------------------------------------------- | -------------------------------------------------- | -------------------------------------------------- |
| 1985                                               | Премія «Сезар»                                     | Найкращий фільм                                    | Відчиніть, поліція!                                | Перемога                                           |                                                    |
| 1985                                               | Премія «Сезар»                                     | Найкраща режисерська робота                        | Клод Зіді                                          | Перемога                                           |                                                    |
| 1985                                               | Премія «Сезар»                                     | Найкращий актор                                    | Філіпп Нуаре                                       | Номінація                                          |                                                    |
| 1985                                               | Премія «Сезар»                                     | Найкращий сценарій                                 | Клод Зіді                                          | Номінація                                          |                                                    |
| 1985                                               | Премія «Сезар»                                     | Найкращий монтаж                                   | Ніколь Соньє                                       | Перемога                                           |                                                    |

## Цікаві факти
В оригінальному фіналі фільму Рене сидить два роки у в'язниці без єдиної звісточки від Франсуа, що втік з грошима. Він виходить з в'язниці, його несподівано зустрічає Франсуа. Він дарує Рене скакового коня, про якого той мріяв і проводжає до ресторану, який тепер йому належить. У кінцівці, яку показували в кінотеатрах СРСР, цей сюжетний хід було обрізано — Рене виходить з воріт в'язниці раннього туманного ранку і фільм на тому закінчується. Інтернет-публіцист Алекс Екслер стверджує, що зміна декількох хвилин змінювала сенс фільму на протилежний.

## Продовження
- «Відчиніть, поліція! 2» («Продажні проти продажних») — 1990.
- «Відчиніть, поліція! 3» — 2003.